# Sahrana Velike Mame
Sahrana Velike Mame (šp. Los funerales de la Mamá Grande) je zbirka od 8 priča pisca Gabrijela Garsije Markesa. Objavljena je 1962. godine. Priča, po kojoj naziv nosi zbirka, povezana je sa Sto godina samoće.